# Гоуп Сандовал
Гоуп Сандовал (англ. Hope Sandoval; 24 червня 1966, Лос-Анджелес, США) — американська співачка та авторка пісень, яка є солісткою гуртів Mazzy Star та Hope Sandoval & The Warm Inventions. Сандовал гастролювала та співпрацювала з такими виконавцями як Massive Attack, з якими вона записала вокал для пісні "Paradise Circus" з альбому Heligoland 2010 року та синглі "The Spoils" 2016 року.

## Раннє життя
Сандовал народилася 24 червня 1966 р. у Лос-Анджелесі, штат Каліфорнія, в родині мексикансько-американських батьків і виросла у східному Лос-Анджелесі. Її батько був м'ясником, а мати працювала у компанії з виробництва картопляних чипсів. У неї є один рідний брат та семеро напівбратів та напівсестер. Батьки Гоуп розлучилися, коли вона була дитиною, і її виховувала головним чином мати.
Вона відвідувала середню школу Марка Кеппеля в Альгамбрі, але не мала успіху в спілкуванні чи навчанні, і її розподілили в клас спеціальної освіти. Вона почала відмовлятися від занять, натомість залишалася вдома і слухала музику. "Це як хто завгодно, деякі люди, більшість людей не хочуть ходити до школи. Вони просто не хочуть ", — згадувала Гоуп. "Я була просто тією, кому це зійшло з рук… Ніхто не помітив, бо не слідкував " Зрештою вона кинула середню школу.
Сандовал захоплювалася музикою ще в ранньому віці, і в 13 років зазнала особливого впливу від Rolling Stones. У 1986 році вона створила дует народної музики Going Home разом із Сільвією Гомес і надіслала демо-стрічку Девіду Робеку. Він зв'язався з дуетом та запропонував, що він «гратиме на гітарі для вас». Матеріал, записаний Гомес, Сандовал та Робеком, ще не вийшов.

## Кар'єра

### Opal і Mazzy Star (1988—1996)
В кінці 1980-х Сандовал виступала із групою Opal разом із Девідом Робеком та давньою співробітницею Робека Кендрою Сміт. Після різкого виходу Кендри з проекту під час туру по Великій Британії (кинувши гітару на підлогу на концерті «Хаммерсміт»), Сандовал взяла на себе головний вокал. Наприкінці туру Робак та Сандовал почали писати разом та створили альтернативну рок-групу Mazzy Star.
Перший альбом Mazzy Star, She Hangs Brightly, вийшов у 1990 р. Цей альбом не мав комерційного успіху, проте представив Mazzy Star як групу з унікальним звучанням. У жовтні 1993 року група випустила несподіваний проривний сингл. «Fade into You» — з другого альбому So Tonight That I Might See — був записаний за рік до успіху. Існує цілісність між звуками та настроями, встановленими у перших двох альбомах Mazzy Star та їх продовження в третьому, Among My Swan. Mazzy Star пішов у перерву в 1997 році.

### Гоуп Сандовал і The Warm Inventions (2000—2010)
Сандовал створила The Warm Inventions у 2000 році та випустила свій перший сольний альбом Bavarian Fruit Bread у 2001 році, який записала разом із барабанщиком гурту My Bloody Valentine Colm Ó Cíosóig. Альбом відрізнявся за темою, голосом та інструментарієм від роботи Гоуп Сандовал з Mazzy Star. Берт Янш грає на гітарі в двох треках, альбом має дві обкладинки: «Butterfly Mornings» із фільму «Балада про Кейбл Хог» (1970) та «Drop» Ісуса та Мері Чейн. The Warm Inventions випустили два міні-альбоми, «The Doorway Again» у 2000 р. та «Сюзанна» у 2002 р., але комерційного успіху не досягли. Одне відео на MTV та невелика кількість радіопередач. Сандовал записала пісню «Дикі троянди» для компіляційного диску, виданого компанією Air France, In the Air (2008).
Гоуп Сандовал та The Warm Inventions випустили свій другий альбом «Through the Devil Softly» 29 вересня 2009 року.
Сандовал та її групу обрав Метт Грінінг для виступу на фестивалі All Tomorrow's Parties, який він організував у травні 2010 року в Майнхеді, Англія. Група також зіграла на музичному фестивалі ATP New York 2010 у місті Монтічелло, штат Нью-Йорк, у вересні 2010 року на прохання режисера Джима Джармуша .

### Реформація Mazzy Star (2011—2014)
У 2009 році Сандовал підтвердила в інтерв'ю Rolling Stone, що група Mazzy Star все ще активна: «Це правда, що ми все ще разом. Ми майже закінчили [із записом]. Але я поняття не маю, що це означає». У жовтні 2011 року група випустила сингл «Common Burn» / «Lay Myself Down», їх перший матеріал за 15 років. Група заявила, що планує випустити альбом у 2012 році. У липні 2013 року вийшов перший сингл «Каліфорнія» з нового альбому Seasons of Your Day, а сам альбом вийшов у вересні 2013 року.

### Оновлена сольна діяльність (2016– сьогодні)
9 березня 2016 року було підтверджено, що Гоуп Сандовал та The Warm Inventions випустить 7-дюймовий вініловий сингл під назвою «Isn't It True» для Record Store Day 2016. В треку також бере участь Джим Патнам з Radar Bros. Кліп на пісню вийшов 19 квітня і був присвячений Річі Лі з Ацетону. Третій студійний альбом The Warm Inventions — «Until the Hunter» вийшов 4 листопада під власною незалежною звукозаписною компанією групи «Tendril Tales». Другий сингл із альбому "Let Me Get There" із участю Курта Віла, був випущений 23 вересня.
Сандовал заспівала в пісні «I Don't Mind» групи Psychic Ills, яка вийшла 29 березня. Через чотири місяці Massive Attack випустила «The Spoils», що стало її третьою співпрацею з групою, після «Paradise Circus» та "Four Walls". 9 серпня вийшло музичне відео з акторкою Кейт Бланшетт .
Вона висвітлювала "Big Boss Man" в альбомі Mercury Rev 2019 року під назвою Bobbie Gentry's The Delta Sweete Revisited.
Девід Робак помер 24 лютого 2020 р.

## Стиль
Під час виступів у прямому ефірі Сандовал воліє співати в майже повній темряві, лише з приглушеним підсвічуванням на задньому фоні, граючи на бубні, гармоніці, глокеншпілі чи шейкері. Вона має репутацію сором'язливості. Її сценічна присутність була описана як «відсторонена наче неохайно, ледь визнаючи публіку».

## Дискографія

### Mazzy Star
- She Hangs Brightly (1990)
- So Tonight That I Might See (1993)
- Among My Swan (1996)
- Seasons of Your Day (2013)

### Гоуп Сандовал і The Warm Inventions
- Bavarian Fruit Bread (2001)
- Through the Devil Softly (2009)
- Until the Hunter (2016)

### Співпраця
Сандовал співпрацювала з багатьма іншими музичними виконавцями:
- "Sometimes Always" з альбому Stoned & Dethroned (1994) від The Jesus and Mary Chain
- "Perfume" з альбому Munki (1998) від The Jesus and Mary Chain
- «Заснув від дня» з альбому Surrender (1999) від The Chemical Brothers
- "Killing Smile" та "Help Yourself" з альбому Scorpio Rising (2002) від Death in Vegas
- "All This Remains" з альбому Edge of a Dream (2002) від Bert Jansch
- "Cherry Blossom Girl (Hope Sandoval Version)" з альбому "Cherry Blossom Girl" (2004) від Air
- "Angels' Share" з альбому Vetiver (2004) від Vetiver
- "Harmony" та "Papillon de Nuit" з альбому I Killed My Best Friend (2005) від Le Volume Courbe
- "Paradise Circus" з альбому Heligoland (2010) від Massive Attack
- "Four Walls" на синглі (2011) від Massive Attack vs. Burial
- "Not At All" з альбому Watergrasshill (2013) від Dirt Blue Gene
- «I Don't Mind» з альбому Inner Journey Out (2016) від Psychic Ills
- "The Spoils" на синглі (2016) від Massive Attack
- "Big Boss Man" з альбому Bobbie Gentry's The Delta Sweete Revisited (2019) від Mercury Rev
- "I'll Walk With You" з альбому Songs for Tres (2021) від Elizabeth Hart